# حزب دوران نوین (ارمنستان)
حزب دوران نوین (ارمنی: Նոր Ժամանակներ; Nor Zhamanakner) یک حزب سیاسی با گرایش میانه‌گرایی در کشور ارمنستان می‌باشد که در سال ۲۰۰۳ تشکیل شده‌است و رهبری آن را آرام کاراپتیان برعهده دارد.